# ハルビン虹橋医院
ハルピン虹橋医院（哈尔滨市虹桥医院）は中華人民共和国黒竜江省の省都ハルピンにある総合病院。黒竜江省中国人民武装警察部隊総隊医院が前身。

## 診療科
- 肝臓科（肝病诊疗中心）
- 骨科（骨科诊疗中心）
- 男性科（男科诊疗中心）
- 婦人科（妇科诊疗中心）
- 胃腸科（胃肠诊疗中心）
- 皮膚科（皮肤疾病中心）
- 微創外科（微创外科中心）
- 耳鼻科（耳鼻咽喉中心）
- 中国医療科（中医诊疗中心）